# چیبی

مثالی برای شخصیتی کشیده شده به سبک چیبی.

چیبی (به ژاپنی: ちび یا チビ) واژه‌ای در زبان عامیانه ژاپنی به معنی فرد کوتاه قد یا بچه کوچک است. این واژه معمولاً برای ترسیم و توصیف انسان‌ها (اغلب در سنین پایین) و حیوانات به شکلی زیبا و بانمک به کار برده می‌شود. از این سبک در ترسیم شخصیت‌های مانگا و انیمه که در آن تغییرات اغراق‌آمیز زیادی در شکل ظاهری و تناسب طبیعی آن‌ها، اغلب با سری بزرگ و به شدت جذاب اعمال می‌شود. همچنین چیبی می‌تواند به معنی فردی ضعیف، حشره‌ای کوچک، میگو یا موجوداتی از این قبیل به کار رود. این واژه در کنار «کاوایی» و چندین واژه ژاپنی دیگر توسط آمریکایی‌ها با کلمات ژاپنی در تلفظ گفتاری انگلیسی استفاده می‌شوند.